# Universe (EP của EXO)
Universe (tiếng Hàn: Universe – 겨울 스페셜 앨범, 2017; Romaja: Universe – gyeoul seupesyeol aelbeom, 2017; dịch nghĩa đen: "Universe - Winter Special Album, 2017") là mini album thứ 6 của nhóm nhạc nam Hàn Quốc EXO. Được phát hành bởi SM Entertainment vào ngày 26 tháng 12 năm 2017.

## Bối cảnh và phát hành
Vào ngày 14 tháng 12 năm 2017,  EXO đã công bố rằng họ sẽ phát hành mini album thứ sáu của họ và cũng là album mùa đông thứ tư có tựa đề Universe vào ngày 21 tháng 12.
Sau cái chết của nam ca sĩ Kim Jong Hyun (nghệ danh Jong Hyun), tiền bối thuộc nhóm SHINee cùng công ty với EXO, album đã được hoãn lại.
Universe và video âm nhạc của ca khúc chủ đề sau đó đã được phát hành vào ngày 26 tháng 12 năm 2017.

## Sự đón nhận
Đĩa đơn Universe ra mắt ở vị trí số một trên Melon Realtime Chart. Univese được sản xuất bởi Shin Hyuk và MRey, được mô tả như một bản ballad rock nói về cách một người sẽ tìm kiếm vũ trụ chỉ để tìm được người con gái họ yêu. Đĩa đơn xuất hiện ở vị trí thứ hai trên Bảng xếp hạng Âm nhạc Gaon của Hàn Quốc. Album cũng đứng đầu Billboard Korea và Kpop Hot 100 trong tuần đầu tiên của năm 2018.

## Danh sách bài hát
| Universe         | Universe                                            | Universe            | Universe                                                                    | Universe   |
| STT              | Nhan đề                                             | Phổ lời             | Phổ nhạc                                                                    | Thời lượng |
| ---------------- | --------------------------------------------------- | ------------------- | --------------------------------------------------------------------------- | ---------- |
| 1.               | "Universe"                                          | Yoon Sa-ra          | Hyuk Shin Mrey JJ Evans Jeff Lewis                                          | 4:24       |
| 2.               | "Universe" (為心導航)                               | So Han              | Hyuk Shin Mrey JJ Evans Jeff Lewis                                          | 4:24       |
| 3.               | "Been Through" (지나갈 테니)                        | Park Ji-hee JQ      | Mike Woods Kevin White Brandyn Burnette Molly Moore MZMC Heavy Rice n' Peas | 3:38       |
| 4.               | "Stay"                                              | JQ Lee Ji-hye Sik-K | Cathy Dennis Robert Gerongco Samuel Gerongco Terence Lam                    | 3:51       |
| 5.               | "Fall"                                              | JQ Mola MQ          | Mike Woods Kevin White Brandyn Burnette Molly Moore MZMC Heavy Rice n' Peas | 3:27       |
| 6.               | "Good Night"                                        | Hyun Ji-won JQ      | Mike Woods Kevin White Brandyn Burnette Molly Moore MZMC Heavy Rice n' Peas | 3:31       |
| 7.               | "Lights Out" (hát bởi Suho, Baekhyun, Chen và D.O.) | Chen                | Bane Scott Ryu Andrew "fiction." Holyfield Jason "Arner" Housman            | 3:06       |
| 8.               | "Universe" (CD version)                             | Yoon Sa-ra          | Hyuk Shin Mrey JJ Evans Jeff Lewis                                          | 4:24       |
| Tổng thời lượng: | Tổng thời lượng:                                    | Tổng thời lượng:    | Tổng thời lượng:                                                            | 30:45      |

## Bảng xếp hạng
| Bảng xếp hạng (2017–18)              | Thứ hạng cao nhất |
| ------------------------------------ | ----------------- |
| French Download Albums (SNEP)        | 73                |
| Nhật Bản (Billboard Japan)           | 20                |
| Nhật Bản Albums (Oricon)             | 8                 |
| Nhật Bản Western Albums (Oricon)     | 1                 |
| New Zealand Heatseeker Albums (RMNZ) | 8                 |
| Hàn QuốcAlbums (Gaon)                | 1                 |
| Album Hoa Kỳ Independent (Billboard) | 26                |
| Album Hoa Kỳ World (Billboard)       | 2                 |

| Bảng xếp hạng (2017)   | Thứ hạng cao nhất |
| ---------------------- | ----------------- |
| Hàn Quốc Albums (Gaon) | 1                 |

| Bảng xếp hạng (2017)       | Thứ hạng |
| -------------------------- | -------- |
| South Korean Albums (Gaon) | 6        |

## Doanh số
| Region             | Sales    |
| ------------------ | -------- |
| Trung Quốc (Xiami) | 208.334+ |
| Nhật Bản (Oricon)  | 20.917+  |
| Hàn Quốc(Gaon)     | 547.943+ |

## Giải thưởng và đề cử
| Năm  | Lễ trao giải            | Đề cử    | Giải thưởng                | Kết quả |
| ---- | ----------------------- | -------- | -------------------------- | ------- |
| 2017 | Gaon Chart Music Awards | Universe | Album Của Năm - Quý 4      | Đề cử   |
| 2017 | Gaon Chart Music Awards | Universe | Bài Hát Của Năm - Tháng 12 | Đề cử   |

### Chương trình âm nhạc
| Bài hát    | Chương trình           | Ngày                |
| ---------- | ---------------------- | ------------------- |
| "Universe" | M Countdown (Mnet)     | 4 tháng 1 năm 2018  |
| "Universe" | Music Bank (KBS)       | 5 tháng 1 năm 2018  |
| "Universe" | Music Bank (KBS)       | 12 tháng 1 năm 2018 |
| "Universe" | Show! Music Core (MBC) | 6 tháng 1 năm 2018  |

## Lịch sử phát hành
| Khu vực  | Ngày                 | Định dạng           | Hãng đĩa                     | Ref.   |
| -------- | -------------------- | ------------------- | ---------------------------- | ------ |
| Hàn Quốc | 26 tháng 12 năm 2017 | CD digital download | SM Entertainment Genie Music | [ 19 ] |
| Toàn cầu | 26 tháng 12 năm 2017 | Digital download    | SM Entertainment             | [ 5 ]  |